# Eleccions generals japoneses de 2012
Les eleccions generals japoneses de 2012 van ser les 46es eleccions a la Cambra de Representants del Japó. Es van celebrar el 16 de desembre de 2012, nou mesos abans del final de la legislatura.

## Antecedents
Naoto Kan va renunciar al seu càrrec com a president del partit el 26 d'agost del 2011 després que el Parlament japonès aprovés dues lleis promogudes per ell per a canalitzar la reconstrucció del país després del Terratrèmol i tsunami del Japó del 2011 i l'accident nuclear de Fukushima I. La Cambra de Representants es va dissoldre el 16 de novembre de 2012 a proposta del nou primer ministre Yoshihiko Noda.

## Conseqüències
El resultat va donar una victòria contundent al Partit Liberal Democràtic, liderat per Shinzo Abe, que tornava al poder, i al seu soci de coalició, el partit budista Nou Kōmeitō. Aconseguien així la majoria de dos terços necessària per impulsar reformes a la constitució.
Les eleccions van ser un desastre total per al Partit Democràtic, que va perdre les tres quartes parts dels seus 230 escons a la cambra baixa per acabar amb només 57 sent el pitjor rendiment d'un partit de govern després de a la Segona Guerra Mundial.